# 永島慎二
永島 慎二（ながしま しんじ、1937年7月8日 - 2005年6月10日）は、日本の漫画家。本名：永島 眞一（または真一、ながしま しんいち）。東京市出身。愛称はダンさん。長男はギタリストの永島志基。

## 生涯
東京市滝野川区生まれ。生家は雑貨商であった。父を戦争で失い、空襲で家を焼かれる。小学生の頃から漫画家に憧れるが、教師に諭され一旦諦める。鬱積した感情を抱え不良少年となる。いくつかの決闘に勝ち、目黒区立第一中学校の総番長の座に就く。高校生と殴り合いの喧嘩をして負傷したこともあった。
同校を2年で中退後、家出して酒屋や洗濯屋、豆腐売り、自転車修理工など十を超える仕事を転々としながら漫画を描いていたがどれも長くは続かず、半年後に行き詰った。原稿を抱えて街を彷徨っていた（本人談）ところ、偶然再会した目黒区立第一中学校の同級生に支援され、祐天寺近辺の馬小屋の二階に住まいつつ、昼は豆腐や納豆を行商し、夜は漫画を描き、時折カット描きの稿料を得る生活を続けた。西品川で揚げ物屋を開業した母親ら家族も、反対しつつも支援してくれた。雨天が続き豆腐の行商ができない日が続くと、水しか飲まない日が数日続いたが、祐天寺から現在の山手通りを徒歩で南下し、時には倒れたりしながらも西品川に辿り着いて、店の揚げ物の残りを貰ったり、妹が家族に内緒で誤魔化した店の売り上げの一部を貰ったりしていた。
1952年、『さんしょのピリちゃん』で漫画家デビュー。このときの原稿料は、中卒の初任給が4000円の時代に6000円であった。初夏のその月のうちに“馬小屋の二階”を引き払い、実家に凱旋したが、「さんしょのピリちゃん」出版の半月前の七月下旬に、兄の成功を誰よりも喜んでいた前述の妹を事故（友人と行った多摩川で水死）で亡くす。
1953年、若木書房に原稿を持ち込むようになり、出入りしていたつげ義春、遠藤政治と親交する。この頃から漫画家の集いに顔を出すようになり、新漫画党のメンバーや、辰巳ヨシヒロ、さいとう・たかをら「劇画工房」のメンバーらと交友を広げる。1956年、赤塚不二夫、石ノ森章太郎、鈴木光明らと同人グループ・かこう会を結成。手塚治虫の面識を得て、アシスタントを一時期務める。1957年、杉村篤（当時の筆名はコンタロー）、石川球太、深井国（当時の筆名は深井ヒロー）らと「むさしのプロダクション」を結成。1960年に結婚し阿佐ヶ谷に転居する。
1961年、妻に「家出をする」と宣言し新宿でフーテンのような生活を送る。この時期に発表した『漫画家残酷物語』は、漫画業界の裏側に迫った作品で、永島の出世作となった。以前から親交のあったさいとう・たかを率いるさいとう・プロダクションに1962年より籍を置き、絵柄が劇画風に変化している。1964年、フーテン生活から足を洗い妻の待つ自宅に戻る。同年、虫プロダクションに所属し1966年までテレビアニメ『ジャングル大帝』などで主に演出を担当した。
1967年から1970年まで『COM』でかつての経験を題材にした『フーテン』を連載。同1967年から『ガロ』にも数々の作品を発表し、独特の画風で“青年漫画の教祖”と呼ばれるようになった。さらに同年、梶原一騎原作による『柔道一直線』を連載開始。テレビドラマ化され人気を博すが、1970年、作家性の違いにより連載を降板している。
1972年、『花いちもんめ』ほかにより、第17回（昭和47年度）小学館漫画賞受賞。1973年、テレビアニメ「ワンサくん」（虫プロダクション）のキャラクターデザインと、ミラクル少女リミットちゃん（東映アニメーション）のキャラクター設定を手がける。1974年、『若者たち』（1968-70年）が『黄色い涙』のタイトルでNHKにて全20回の連続テレビドラマになる。同年、作品集『漫画のおべんとう箱』により、第3回（昭和49年度）日本漫画家協会賞優秀賞受賞。
1976年から1979年にかけて「自由に描かせてくれる」月刊誌『マンガ少年』で『少年期たち』『愉しかりし日々』を連載。「『漫画家残酷物語』の落とし前を付ける」との意気込みで描いたこれらの作品で新境地を開いたが、翌1980年11月16日、大麻不法所持で逮捕。約1年休筆したのち復帰。エッセイや挿絵の仕事に比重を移しつつ古巣の『ガロ』で1985年末まで連載を続けた。
油彩画を趣味とし、自著の単行本の口絵に好んで使用した。油彩画の展覧会が度々開催されている。また、1970年頃、ある若者に将棋でこっぴどく負かされたのをきっかけ（本人談）として駒作りを始め、駒の名産地である山形県天童市に出かけたり、同好の士の駒作りの会に参加していた。他に自作の木彫りパイプ、自作の遊印、模型飛行機、木彫り人形、紙粘土人形、陶器、木版画、銅版画など多岐にわたる物作りを嗜み、晩年はそれらに没頭していた。
1986年以降、漫画家として半隠居状態であったが、1996年、長年の持病である糖尿病と格闘しつつ宮沢賢治『銀河鉄道の夜』をオールカラー約200ページの漫画作品として描き上げた。2000年からは西荻窪へ転居し人工透析を受けていた。2005年6月10日、慢性心不全のため死去。享年69（満67歳没）。墓所は鎌倉瑞泉寺。戒名は「永閑院愼高美久居士」（高美久＝コミック）。

## 人物・作風
- 本名は永島眞一だが出版社の誤植で慎二となり、その後は永島慎二のペンネームを使用することになった。
- 貸本漫画家時代は、さいとう・たかをに次いで漫画家志望者に対する影響力があった。さいとうとは作風も漫画観も違うがとても仲が良く、『漫画家残酷物語』にはモデルにしたキャラクターが頻繁に登場する。
- 同時代に『ガロ』で作品を発表した同年齢のつげ義春とは16歳の頃からの付き合いで[7]、研究者の間では何かと比較される事が多かった。「互いをライバル視していた」と親交のあった遠藤政治は証言している。
- 永島の漫画作品では、しばしば青春をテーマに描かれる作品が多く見られる（『漫画家残酷物語』や『青春裁判』など）。さらに、漫画作品のみならず、『旅人くん』をはじめとする児童向け絵本において、登場人物が青春について言及する場面が見られる。
- 自画像を描く際は、印象的な大きな鼻に無精髭を生やし、眼鏡（場合によってはサングラス）をかけた中年男性を描く。髭とサングラスはもともと、1960年代に徹夜続きで作品を描いていたとき、突然顔面神経麻痺になったが、編集担当が仕事机につきっきりで病院へ行くこともできなかったため、麻痺に気付かれないよう取った方策だった（後に麻痺は寛解したが、髭とサングラス無しでは街を歩けなくなったという）[8]。
- 愛煙家でありダンヒルのパイプを愛用していた。

## 評価
2003年放送の「BSマンガ夜話」において「漫画家残酷物語」が取り上げられ、いしかわじゅんや夏目房之介らにより評されている。同番組によれば、永島は貸本劇画や『COM』などにおいて漫画を自己表現として描き、同時代の青少年読者にとっては太宰治的な影響力を持ったという。また、作家の間でも一目置かれる存在で、手塚治虫をオマージュしつつもスタイリッシュな絵柄は後の漫画史においても影響力を持ち、モブシーンの中の群集を無人格に描いたり（いしかわじゅんによる）、空虚な心理を表現する為にキャラクターの目を白目にする（夏目房之介による）などの手法は永島が始めたという。また、絵の修行の為にアメリカに渡ったこともあり（その際に連載途中であった『柔道一直線』を休載。帰国後いったんは再開したが、結局は途中放棄する形となっている）、1980年代以降は挿絵の仕事が多くなる。好きなキャラクターはピエロだった。
1970年前後に活動した日本のロックバンドはっぴいえんどの作品の世界観に大きく影響を与えている。

## 主要作品年表
1952〜54年
- さんしょのピリちゃん（1952年、描き下し）
- ひまわりキッド（1953年、描き下し）
- 山彦童子（1954年、描き下し）
- 謎の白仮面（1954年、描き下し）
- 愛犬太郎（1954年、描き下し）

1955年
- 道中双六（1955年、描き下し）
- 丹兵衛行状記（1955年、描き下し）
- 涙のオルゴール（1955年、少女）
- 花びら物語（1955年、少女）
- 親子鳥（1955年、少女）

1956年
- 愛犬タロ（1956年、少女）
- 白い雲は呼んでいる（1956年、少女クラブ）
- 雪の夜の出来事（1956年、少女クラブ）
- 山の章太郎（1956年、冒険王）
- 熱球球太（1956年、冒険王）

1957年
- あだうち狂時代（1957年、漫画王）
- みかづきの歌（1957年、なかよし）
- サトコは町の子（1957年、なかよし）
- 王様と私（1957年、少女クラブ）
- つたとバレー靴（1957年、少女クラブ）
- 後藤又兵衛（1957年、少年）
- ポッポの冒険（1957年、少年ブック）

1958年
- コロの物語（1958年、描き下し）
- 三人の暗殺者（1958年、描き下し）
- 百円札にかけられた二つの願い（1958年、りぼん）
- ひな子ちゃん（1958年、りぼん）
- シャボン玉天使（1958年、少女ブック）
- ターザン（1958年、少女クラブ）

1959年
- 0戦少年隊（1959年、冒険王）
- モーさん（1959年、漫画王）
- ハリケーン五郎（1959年、漫画王）
- 殺し屋（1959年、Gメン）
- 俺を殺せ（1959年、Gメン）
- 昼下がりのせんりつ（1959年、Gメン）
- 珍版悪魔の発明（1959年、Gメン）
- 夜歩く鉄人（1959年、Gメン）
- ルパンとガニマル（1959年、Gメン）
- マシンガンの竜（1959年、Gメン）
- ある男の一生（1959年、Gメン）
- 少ない報酬（1959年、Gメン）
- 落日（1959年、Gメン）
- 小さな訪問者（1959年、Gメン）
- 道化の季節（1959年、Gメン）
- 愛（1959年、Gメン）
- 死神（1959年、Gメン）
- 勝負（1959年、Gメン）
- 思い出（1959年、Gメン）
- 暗殺計画（1959年、Gメン）

1960年〜
- 忍者切り　影武者丸（1960年、忍風）
- 笑った時音がする！（1960年、ハイスピード）
- うらみ（1960年、黒い影）
- 金（おあし）（1960年、黒い影）
- 友情（1960年、黒い影）
- 恐喝（1960年、黒い影）
- 完全犯罪（1960年、黒い影）
- あつい室（1960年、罠）
- 三人の武士と百姓と（1960年、罠）
- 感ちがい（1960年、罠）
- 十二人の怒れた男たち（1960年、巨人館）
- 無口な奴（1960年、Gメン）
- 愛と死の詩（1960年、Gメン）
- 孤独（1960年、Gメン）
- けんじゅう物語（1960年、Gメン）
- 殺し屋人別帳（1960-61年、Gメン）

（七本のドスと竜、両腕のないチャンピオン、ろくでなし、右翼少年、丑松の恋、道、悪魔が天使の心を持った時）
1961年〜
- 虹（1961年、Gメン）
- 十年計画（1961年、Gメン）
- 港野郎に気をつけろ！（1961年、描き下し）
- 少女マリ（1961年、描き下し）
- 漫画家残酷物語（1961-64年、刑事）

（傷害保険、ガン祖、少年の日のけだるい孤独、被害者、坂道、うすのろ、雪、ラ・クンパルシータ、嵐、嘔吐、心、ひろいもの、漫画家とその弟子、哀蚊、雪にとけた青春、狂人、あにいもうと、春、甘い生活、生きる、窓、三度目のさよなら、雨ン中、煙突の燃えた日に、蕩児の帰宅、遭難、びんぼうなマルタン、陽だまり）
1962年〜
- 死人作り（1962年、描き下し）
- すなやま（1962年、描き下し）
- 春の雨（1962年、描き下し）
- にいちゃん（1962年、描き下し）
- なんだろ君（1962年、3年の科学）
- ステッキ親子（1962年、赤旗）
- 人間劇場（1962-63年、ゴリラマガジン）

（裏町、月の下のひとり、おふくろ、しんきろう、きず、いしだたみ、白いバラ、夏の終わり）
1963年
- ショート・ショート（1963年、ゴリラマガジン）
- 無念殺法（1963年、大和小伝）
- 開眼（1963年、大和小伝）
- 殺風（1963年、大和小伝）
- 斑鳩鉄平（1963年、大和小伝）
- 首（1963年、大和小伝）
- 狼城（1963年、描き下し）

1964年
- 太陽をぶちおとせ！（1964年、描き下し）
- チビッコセブン（1964-65年、アトム・クラブ）

1965年
- いじめっ子サブ（1965年、アトム・クラブ）
- マルマル食堂の午後（1965年、刑事）

1966年
- 雨の季節（1966年、アトム・クラブ）
- 進め！レオ（1966年、アトム・クラブ）
- 大魔神逆襲（1966年、少年キング）
- 復讐（1966年、少年画報）
- 挑戦者AAA（1966年、少年画報）

1967年〜
- かたみの言葉（1967年、COM）
- 人形劇（1967年、COM）
- 青春裁判（1967年、COM）
- フーテン（1967-70年、COM、月刊漫画ガロ、プレイコミック）
- 豹マン（1967-68年、うしおそうじ原作、冒険王）
- 死神館（1967年、漫画王）
- 源太とおっかあ（1967年、少年キング）
- あばれパンチ（1967年、少年キング）
- 柔道一直線（1967-71年、梶原一騎原作、少年キング） - 桜木健一主演によるテレビドラマにもなった作品だが、連載途中で筆者が斎藤ゆずるに交代した。
- 網走番外地（1967年、ヤングコミック）
- ク・ク・ル・ク・ク・パロマ（1967年、漫画アクション）
- 仮面（1967年、ガロ）
- 生命（1967年、ガロ）
- アシスタント（1967年、ガロ）
- かかしがきいたかえるのはなし（1967年、ガロ）
- はえ（1967年、ガロ）
- 禁じられた遊び（1967年、ガロ）

1968年〜
- 小さな世界（1968年、ガロ）
- 風っ子（1968年、ガロ）
- シリーズ民話（1968-69年、ガロ）

（おそめこのへんか、さるかに昔、ふるやのもり、つる、はなたれこぞう、かさじぞう、うらしま）
- ハロー宇宙おじさま（1968年、ぼくら）
- 草笛童子（1968年、ぼくら）
- 心の森に花の咲く（1968-69年、わかもの）
- 夜明け（1968-70年、希望ライフ）
- 虹（1968年、プレイボーイ）
- かやの中（1968年、プレイボーイ）
- 朝日をあびて死（1968年、COM）
- 地下鉄サム物語（1968年、少年）
- 拳銃物語（1968年、少年）
- 赤貧（1968年、漫画アクション）
- 若者たち（1968-70年、漫画アクション）
- せむしの肖像（1968年、カラーコミックス）
- げんこつの味（1968年、カラーコミックス）
- シリーズ断片（1968年、ヤングコミック）

（男と女、マドンナの宝石、マリン、さんきゅう）
- 進め！まんがん（1968年、漫画王）
- 殺人者たち（1968年、プレイコミック）
- はたちの夜（1968年、プレイコミック）
- 新・雨月物語（1968年、プレイコミック）
- トコホコの丘（1968年、プレイコミック）
- 星の降った夜（1968年、プレイコミック）
- 少年の夏（1968年、別冊漫画TIMES）
- 青春劇場（1968-69年、高一コース）

（悲しみの午後、失格、帰郷、孤独な日々のあそび、赤春）
1969年〜
- 漂流者たち（ガロ）
- うらしま　(ガロ、7月号)
- 丘の上のホロ（1969年、少年ジャンプ）
- もうひとつの世界（1969年、漫画アクション）
- その周辺（1969年、ヤングコミック）
- 太郎どんとかわうそどんときつねどん（1969年、電電公社組合新聞）
- 風にふかれて（1969年、わかもの）
- あつい室（1969年、プレイコミック）
- 旅人たち（1969-72年、プレイコミック、高2コース）

1970年
- 東京最後の日（1970年、明星）
- オムニバス・恋（1970年、現代コミック）
- 笑わないで下さい！（1970年、ガロ）
- 日本むかし話（1970年、赤旗）

1971年〜
- 四畳半の物語（1971-72年、ガロ）
- ソウルの響き（1971年、ビッグコミック）
- どんぐりと山猫（1971年、希望の友）
- まんが公園（1971年、民青新聞）
- まんが若者史（1971年、パーフェクト・リバティ）
- イメージ・カレンダー（1971-73年、高2コース）
- 花いちもんめ（1971年、週刊少年サンデー）
- とおりゃんせ（1971年、週刊少年サンデー）
- はだしのブン（1971年、週刊少年サンデー）
- つきにつかれた男（1971年、週刊少年サンデー）
- まんが博物誌（1971年、COM、COMコミックス）
- 天使のいる街（1971年、新婦人）
- いじめっ子サブ（1971年、少年キング）
- 雪ン子（1971年、高一コース）
- 小さな愛の物語（1971年、ミュージック・エコー）
- 漫画童話（1971-72年、れお）

（オオカミのはなし、カコちゃんのケーキ作り、はらっぱのはなし、わがはいは猫である）
1972年〜
- ラ・ジョローナ（1972年、週刊少年サンデー）
- 馬鹿狩り（1972年、週刊少年サンデー）
- まんが若者論（1972年、高一コース）
- 海（1972年、高一コース）
- 旅人くん（1972-78年、コミックミステリー、高一コース、女性自身、ガロ、いちご新聞、宝島etc）
- おしゃべりなトト（1972年、パピヨン）
- 井上陽子の場合（1972年、女性自身）

1973年
- おに（1973年、COM）

1974年
- この街あの頃（1974-76年、ヤングコミック増刊）

1975年〜
- 残光（1975年、漫画ポップ）
- 風の吹く街（1975年、赤旗）
- 北斗七星（1975-76年、電信電話）
- そのばしのぎの犯罪（1975-78年、ガロ）
- オーッチンチンの唄（1975年、ガロ）
- 自殺のすすめ（1975年、ガロ）
- 風っ子ナイン（1975年、少年サンデー）
- ぼくの手塚治虫先生（1975年、少年サンデー）
- ね太郎の大冒険（1975年、少年サンデー）
- 儀式（1975年、ビッグコミック）

1976年〜
- トットの恋（1976-77年、青い鳥）
- リリィのブルース（1976-77年、リリカ）
- 夕陽の街（1976年、小説ジュニア）
- デディのブルース（1976年、モナ）
- 少年期たち（1976-78年、月刊マンガ少年）

1978年〜
- まんが昔ばなし（1978-79年、リリカ）
- 愉しかりし日々（1978-79年、月刊マンガ少年）

1979年
- ろーせきでかいた旅（1979年、月刊マンガ少年）
- 人生激情（1979-80年、カスタムコミック）
- 夜来狂一の夜（1979年、漫画ゴラク）
- 漫画小劇場（1979年、ガロ）
- まんが人間学入門（1979年、ガロ）
- 独りくん（1979年、チャレンジ）

1980年〜
- 雪の夜の出来事（1980年、漫画ゴラク）
- 時代は変わる　ボブ・ディラン（1980年、サウンドレコパル）
- バラと猫とパイプの日々（1980年、ガロ）
- 人コマの世界（1980年、ガロ）
- 嘘つきの日記（1980-81年、ガロ）
- 一郎くんの長い旅（1980-83年、チャレンジ、ガロ）
- 白い一日（1983年、ガロ）
- まんが新むかし話（1983-84年、ガロ）
- 宮沢賢治漫画館「注文の多い料理店」（1983年、コミックトム）
- 宮沢賢治漫画館「雪わたり」（1984年、コミックトム）
- さまよえる夜昼（1984-85年、ガロ）
- まんがむかしむかし（1985-89年、がくゆう1年生、がくゆう2年生）
- 旅人くん（1988-93年、月刊福祉）
- のらねこのふら（1989-95年、理想世界）

1990年〜
- ロマン・ロード 港と男の物語（1992年、白土秀次原案、描き下ろし、藤木企業） - 白土秀次『ミナトのおやじ－藤木幸太郎伝』を元にした藤木幸太郎の評伝漫画。長井勝一と青林堂が編集を請け負い、藤木企業から刊行された。永島は構成と一部作画を担当。
- しろぶたが怒った（1994年、どんぐりクラブ）
- 親子で作ったちから号（1996年、4年の学習）
- 銀河鉄道の夜（1996年、宮沢賢治原作、描き下ろし、NHK出版）
- 日曜日の午後（1997年、5年の学習）
- ある道化師の一日（1999年、本とコンピュータ）

## 主要単行本（漫画）
- さんしょのピリちゃん（1952年、鶴書房）
- ひまわりキッド（1953年、中村書店）
- 山彦童子（1954年、太平洋文庫）
- なぞの白仮面（1954年、若木書房）
- 愛犬太郎（1954年、若木書房）
- 道中双六（1955年、若木書房）
- 丹兵衛行状記（1955年、若木書房）
- コロの物語（1958年、鈴木出版）
- 三人の暗殺者（1958年、つばめ出版）
- ひな子ちゃん・旅路（1958年、島村出版）
2007年、小学館
- 少女マリ（1961年、若木書房）
1969年、朝日ソノラマ
- 港野郎に気をつけろ!（1961年、東京トップ社）
1978年、青林堂
- 死人作り（1962年、東京トップ社）
- 狼城（1963年、東京トップ社）
- 太陽をぶちおとせ！（1964年、東京トップ社）
2008年、小学館
- 殺し屋人別帳（1967年、東考社）
1974年、朝日ソノラマ
- 漫画家残酷物語 全3巻（1967年、朝日ソノラマ）全28話のうち19話
1975年、朝日ソノラマ　全1巻　全28話
1976年、小学館（文庫）　全4巻　全28話
1993年、朝日ソノラマ　全1巻　全28話
2003年、ふゅーじょんぷろだくと　2巻20話まで
2010年、ジャイブ　全3巻　全28話
- 人間劇場（1968年、朝日ソノラマ）
- 首（1968年、朝日ソノラマ）
- 源太とおっかあ（1968年、朝日ソノラマ）
- 愛と死の詩（1968年、朝日ソノラマ）
- 青春裁判（1968年、虫コミックス、虫プロ）
- 挑戦者AAA（1968年、少年画報社）
2006年、マンガショップ
- 柔道一直線 全11巻（1968年、少年画報社）
1986年、サンケイ出版　全10巻
1990年、講談社　全8巻
1998年、光文社（文庫）　全7巻
2004年、ネコ・パブリッシング　全7巻
- 永島慎二集（現代コミック10）（1970年、双葉社）
- 永島慎二作品集（現代漫画の発見④）（1970年、青林堂）
- 永島慎二集（第2期現代漫画8）（1971年、筑摩書房）
- 風っ子（1971年、青林堂）
- フーテン　上下巻（1972年、青林堂）
1976年、講談社（文庫）　全3巻
1988年、筑摩書房（文庫）　全1巻
2008年、まんだらけ　全1巻
- 四畳半の物語（1973年、朝日ソノラマ）
- はだしのブン 全2巻（1973年、朝日ソノラマ）
- うらしま（1973年、朝日ソノラマ）
- 東京最後の日（1973年、朝日ソノラマ）
- まんが公園（1973年、朝日ソノラマ）
- 漫画のおべんとう箱（1973年、青林堂）
- 若者たち（1973年、双葉社）
1976年、『黄色い涙』青林堂
1986年、双葉社
2006年、『黄色い涙』マガジンハウス
- 心の森に花の咲く（1975年、大都社）
1978年、大都社
- 青春裁判（1975年、朝日ソノラマ）
- 旅人くん（1975年、インタナル出版）
1976年、大都社　全3巻
1978年、インタナル出版
2001年、道出版　全2巻
- そのばしのぎの犯罪　全2巻（1977年、青林堂）
- 花いちもんめ（1978年、青林堂）
- 少年期たち（1978年、朝日ソノラマ）
1980年、朝日ソノラマ　全2巻
- 馬鹿狩り 全2巻（1978年、主婦の友社）
- サトコは町の子（1978年、翠楊社）
- リリィのブルース（1979年、青林堂）
- 独りくん 全2巻（1980年、オハヨー出版）
- 愉しかりし日々（1980年、朝日ソノラマ）
- まんが昔ばなし　旅人の一夜（1980年、サンリオ）
- 一郎くんの長い旅（1984年、青林堂）
- ロマン・ロード 港と男の物語（1992年、白土秀次原案、藤木企業）
- かかしがきいたかえるのはなし（1995年、ふゅーじょんぷろだくと）
- 銀河鉄道の夜（1996年、NHK出版）
- まんがむかしむかし（2003年、ふゅーじょんぷろだくと）
- 永島慎二の世界（1962〜1972アンソロジー）（2006年、チクマ秀版社）
- ある道化師の一日（2007年、小学館）
- ひな子ちゃん・曲馬団物語（2007年、小学館）

## 絵本
- 恋人たちの絵本（作・早乙女勝元、1975年、すばる書房）
- ね太郎の冒険（1976年、大都社）
- 旅人くん（1976年、サンリオ）
- まいごのきょうりゅうマイゴン（作・木暮正夫、1983年、金の星社）
- しらゆきひめ（1987年、雄鶏社）
- ブレーメンの音楽たい（1987年、雄鶏社）
- アルプスの少女ハイジ（1987年、雄鶏社）
- イソップものがたり（1987年、雄鶏社）
- ゆうれい学校（作・三田村信行、1991年、教育画劇）
- ゆうれい運動会（作・三田村信行、1994年、教育画劇）
- ゆうれい家庭訪問（作・三田村信行、1995年、教育画劇）
- 麦畑になれなかった屋根たち（作・藤田のぼる、1995年、童心社）

## エッセイ
- 永島慎二共和国（1981年、大和書房）
- 真夜中のせんたく（1983年、創樹社美術出版）
- 阿佐谷界隈怪人ぐらいだあ（1984年、旺文社）

## 原作
- ミラクル少女リミットちゃん（1973年〜、原作のみ）

## 映像化作品
テレビドラマ
- 黄色い涙（原作：『若者たち』、NHK銀河テレビ小説、1974年）

映画
- 黄色い涙（原作：『若者たち』、犬童一心監督、2007年）

## 弟子
- 野間吐史
- 鈴木翁二
- 宮谷一彦
- 向後つぐお
- 関口シュン
- 村岡栄一
- 三橋乙揶
- 磯田和一
- 大山学

あだち充は永島のアシスタントになる予定だったが、あだちが上京したタイミングで永島が仕事を放棄した上、当時、日本からも逃亡しており、結果としてアシスタントになることはなかった。しかし、永島の追悼企画本を発案したのはあだちであり、同書に追悼原稿を寄せている。

## その他
- 藤子不二雄Ⓐの自伝的漫画『愛…しりそめし頃に…』の3巻「おそるべき新人」で新人時代の永島が描かれている。
- 桜井昌一『ぼくは劇画の仕掛人だった』 - 「劇画工房」メンバーとの交際時を中心とした、永島の様々なエピソードが描かれている。
- 映画や音楽からの名前から付けられた作品名が多い。例として「ククル・クク・パロマ」「あにいもうと」「地下鉄サム物語」など。
- 後に『巨人の星』等で有名になった川崎のぼるは永島を尊敬しており、アシスタントや師弟関係こそ無かったものの、（特に絵柄の）影響を受けている。[注釈 6]
- つげ義春『沼』のヒロインの少女のキャラクターデザインは『斑鳩鉄平』のヒロインを元にしている。